# Greenwood (parroquia de Plaquemines, Luisiana)

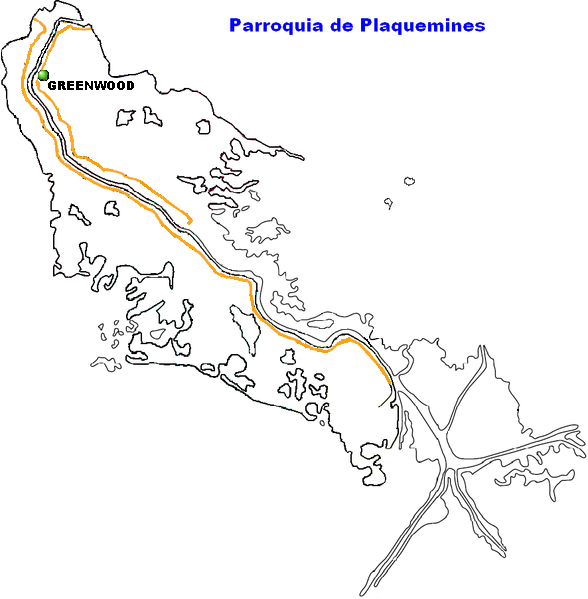
Localización de Greenwood en el mapa de la Parroquia de Plaquemines.

Greenwood es una pequeña localidad ubicada sobre el delta del Misisipi, dentro de la parroquia de Plaquemines, en el estado de Luisiana, Estados Unidos.

## Geografía
La localidad de Greenwood se localiza en 29°46′53″N 90°00′49″O / 29.78139, -90.01361. Esta comunidad posee sólo un metro de elevación sobre el nivel del mar, convirtiéndola una zona proclive a sufrir inundaciones. Su población se compone de menos de doscientos habitantes. Esta comunidad se localiza a 21 de Nueva Orleans la principal ciudad de todo el estado, y a 514 kilómetros del aeropuerto internacional más cercano, el (IAH) Houston George Bush Intercontinental Airport.